# 西吾野駅
西吾野駅（にしあがのえき）は、埼玉県飯能市吾野下ノ平にある、西武鉄道西武秩父線の駅。駅番号はSI32。

## 歴史
- 1969年（昭和44年）10月14日：開業。
- 2023年（令和05年）3月1日 - 駅係員の常駐を終了し巡回駅へ変更するとともに、窓口および券売機での切符等の販売・ICカードのチャージを終了[1][2]。

## 駅構造
島式ホーム1面2線を有する地上駅で、貨物列車待避用の側線跡が残っている。駅舎は線路の西側にあり、ホームとは飯能寄りの構内踏切により連絡している。自動改札機は設置されていないが、PASMO・Suica利用者のための簡易改札機が設置されている。
トイレは駅前広場にある。

### のりば
| ホーム | 路線       | 方向 | 行先                 | 備考          |
| ------ | ---------- | ---- | -------------------- | ------------- |
| 1      | 西武秩父線 | 下り | 正丸・西武秩父方面   | 一部2番ホーム |
| 2      | 西武秩父線 | 上り | 飯能・所沢・池袋方面 |               |

（出典：西武鉄道:駅構内図）
- 1番ホーム側を本線とする1線スルー方式で、特急は本線を通過する。
- 通過列車がある時は、対向列車の乗り場が変更される。

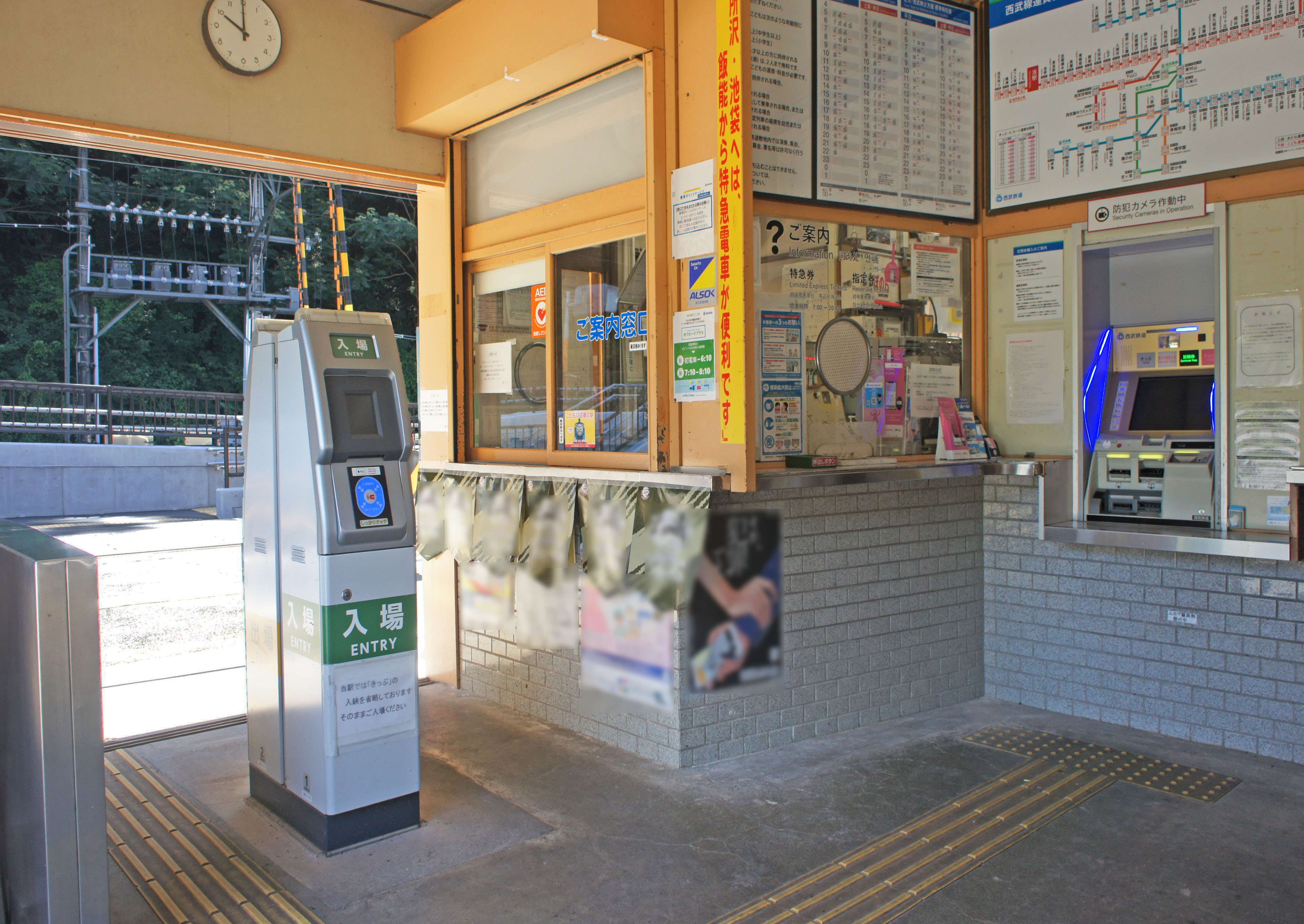
改札口（2022年7月）
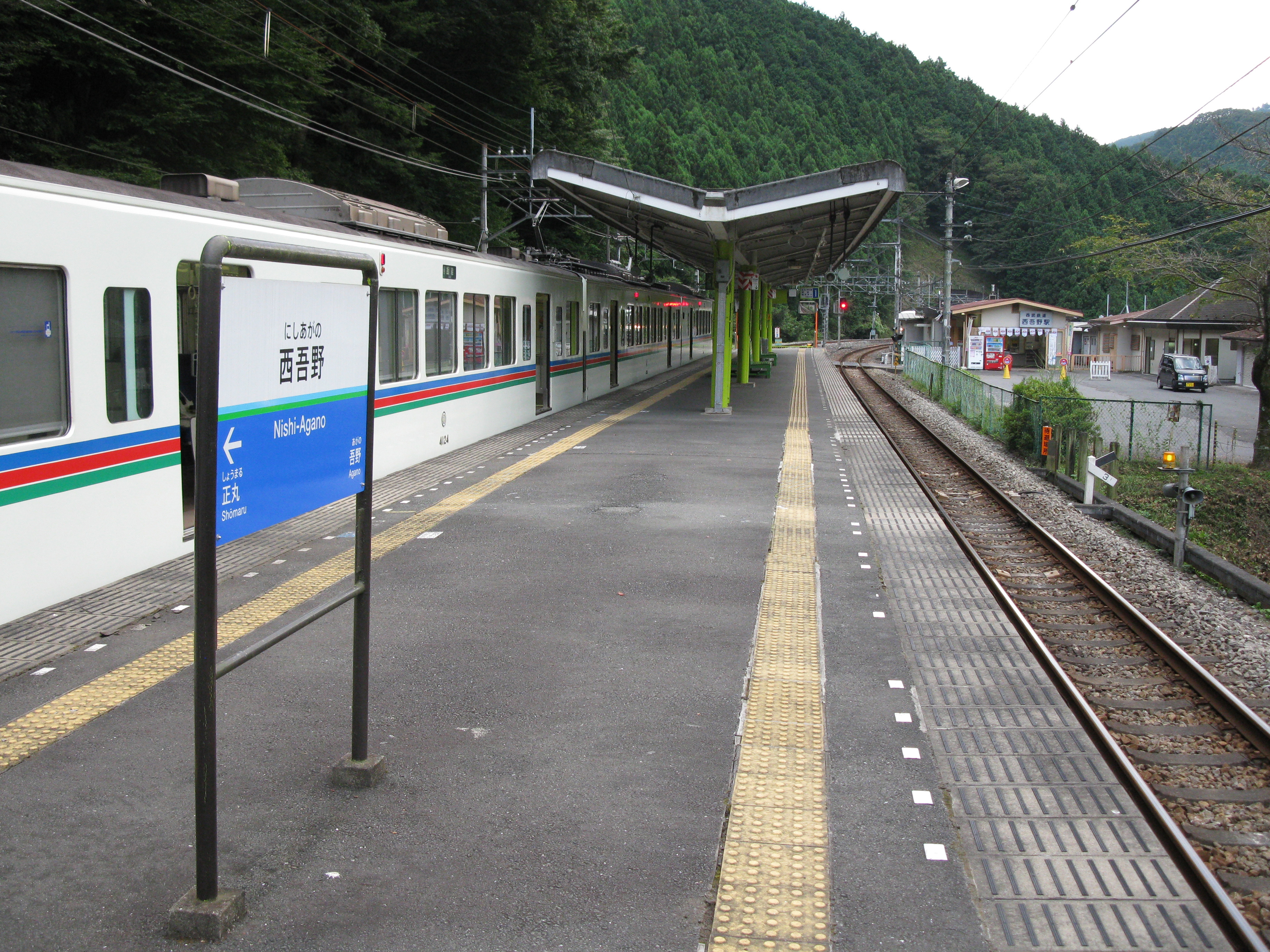
ホーム（2009年8月）
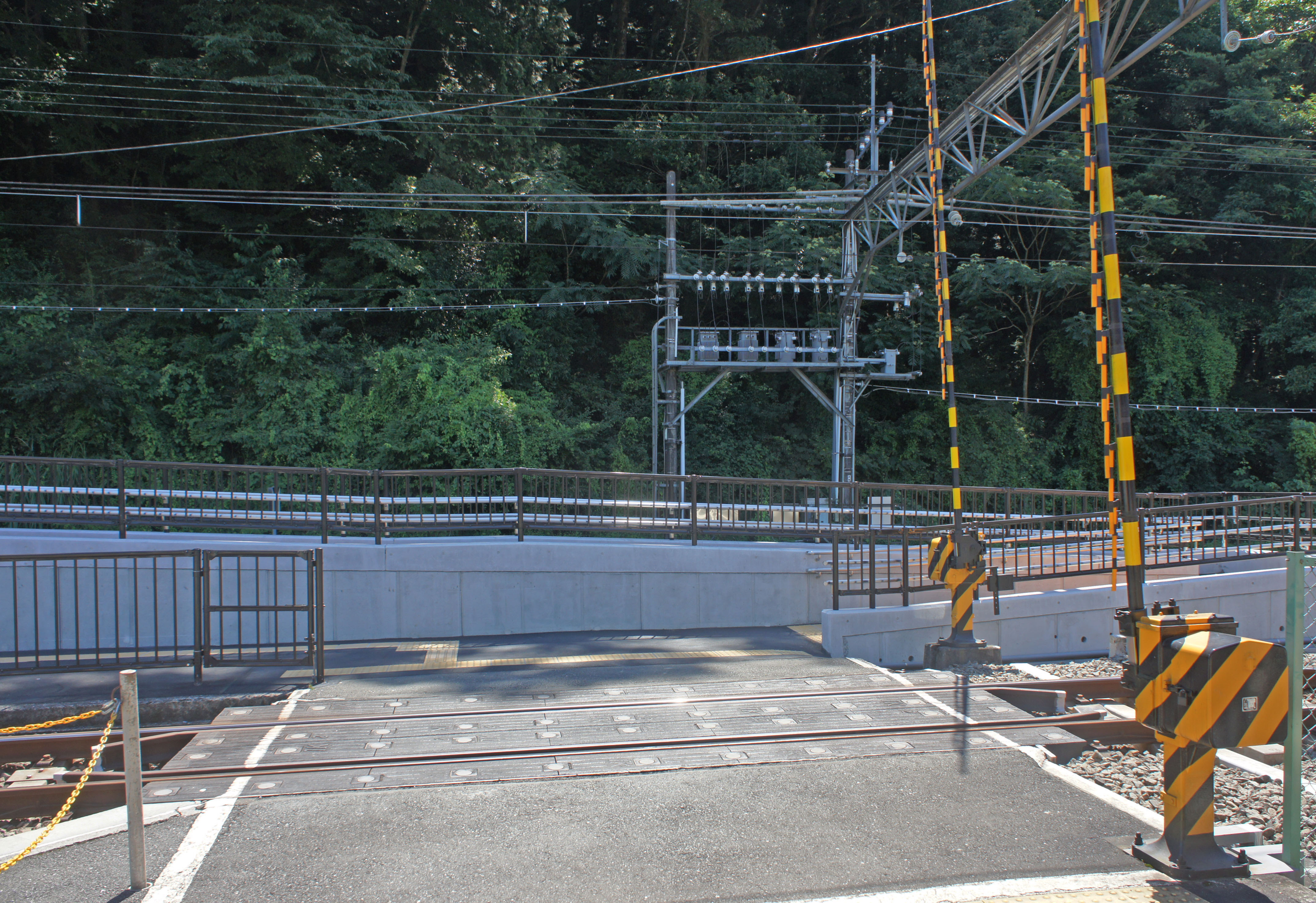
構内踏切（2022年7月）

## 利用状況
- 西武鉄道 - 2024年度の1日平均の乗降人員は233人である[西武 1]。
西武鉄道全92駅中91位。乗降人員は減少傾向にある。

近年の1日平均乗降・乗車人員の推移は下記の通りである。
| 年度               | 1日平均 乗降人員 | 1日平均 乗車人員 | 出典              |
| ------------------ | ---------------- | ---------------- | ----------------- |
| 1995年（平成07年） | 764              |                  |                   |
| 1996年（平成08年） | 890              |                  |                   |
| 1997年（平成09年） | 837              |                  |                   |
| 1998年（平成10年） | 772              |                  |                   |
| 1999年（平成11年） | 744              | 342              | [ 埼玉県統計 1 ]  |
| 2000年（平成12年） | 762              | 339              | [ 埼玉県統計 2 ]  |
| 2001年（平成13年） | 723              | 321              | [ 埼玉県統計 3 ]  |
| 2002年（平成14年） | 714              | 309              | [ 埼玉県統計 4 ]  |
| 2003年（平成15年） | 689              | 299              | [ 埼玉県統計 5 ]  |
| 2004年（平成16年） | 600              | 252              | [ 埼玉県統計 6 ]  |
| 2005年（平成17年） | 585              | 244              | [ 埼玉県統計 7 ]  |
| 2006年（平成18年） | 545              | 228              | [ 埼玉県統計 8 ]  |
| 2007年（平成19年） | 529              | 222              | [ 埼玉県統計 9 ]  |
| 2008年（平成20年） | 513              | 215              | [ 埼玉県統計 10 ] |
| 2009年（平成21年） | 489              | 207              | [ 埼玉県統計 11 ] |
| 2010年（平成22年） | 421              | 187              | [ 埼玉県統計 12 ] |
| 2011年（平成23年） | 398              | 173              | [ 埼玉県統計 13 ] |
| 2012年（平成24年） | 409              | 181              | [ 埼玉県統計 14 ] |
| 2013年（平成25年） | 374              | 169              | [ 埼玉県統計 15 ] |
| 2014年（平成26年） | 357              | 163              | [ 埼玉県統計 16 ] |
| 2015年（平成27年） | 355              | 165              | [ 埼玉県統計 17 ] |
| 2016年（平成28年） | 345              | 160              | [ 埼玉県統計 18 ] |
| 2017年（平成29年） | 339              | 159              | [ 埼玉県統計 19 ] |
| 2018年（平成30年） | 346              | 159              | [ 埼玉県統計 20 ] |
| 2019年（令和元年） | 343              | 153              | [ 埼玉県統計 21 ] |
| 2020年（令和02年） | 220              |                  |                   |
| 2021年（令和03年） | 247              |                  |                   |
| 2022年（令和04年） | 256              |                  |                   |
| 2023年（令和05年） | 246              |                  |                   |
| 2024年（令和06年） | 233              |                  |                   |

## 駅周辺
- 国道299号
- 飯能市役所吾野連絡所
- 埼玉県道395号南川上名栗線
- 高山不動尊
- 子ノ権現 天龍寺
- 関八州見晴台
- 奥武蔵あじさい館（徒歩20分）

## 隣の駅
西武鉄道

 西武秩父線
吾野駅 (SI31) - 西吾野駅 (SI32) - 正丸駅 (SI33)
- ハイキングのシーズン時には、特急の臨時停車を行うことがある。

#### 利用状況
西武鉄道の1日平均利用客数
1. 1 2 3  “駅別乗降人員（2024年度１日平均）” (pdf).   西武鉄道. 2025年6月7日閲覧。
2. ↑  駅別乗降人員（2020年度1日平均） - ウェイバックマシン（2021年9月23日アーカイブ分）、2022年8月20日閲覧
3. ↑  駅別乗降人員（2021年度1日平均） - ウェイバックマシン（2022年7月8日アーカイブ分）、2022年8月18日閲覧
4. ↑  “駅別乗降人員（2022年度1日平均）　” (PDF).   西武鉄道. 2023年6月27日時点のオリジナルよりアーカイブ。2023年6月27日閲覧。
5. ↑  “駅別乗降人員（2023年度１日平均）” (pdf).   西武鉄道. 2024年6月21日閲覧。

西武鉄道の統計データ
1. ↑  統計はんのう - 飯能市
2. ↑  各種報告書 - 関東交通広告協議会
3. ↑  埼玉県統計年鑑

埼玉県統計年鑑
1. ↑  平成12年
2. ↑  平成13年
3. ↑  平成14年
4. ↑  平成15年
5. ↑  平成16年
6. ↑  平成17年
7. ↑  平成18年
8. ↑  平成19年
9. ↑  平成20年
10. ↑  平成21年
11. ↑  平成22年
12. ↑  平成23年
13. ↑  平成24年
14. ↑  平成25年
15. ↑  平成26年
16. ↑  平成27年
17. ↑  平成28年
18. ↑  平成29年
19. ↑  平成30年
20. ↑  令和元年
21. ↑  令和2年